# Aminata Diagne
Pour les articles homonymes, voir Diagne.
Aminata M'Bana Diagne, née le 2 novembre 1961 à Thiès, est une joueuse sénégalaise de basket-ball évoluant au poste de pivot. Elle est surnommée Poulain.

## Carrière
Aminata Diagne évolue en équipe du Sénégal dans les années 1970 et 1980 et remporte notamment le Championnat d'Afrique féminin de basket-ball 1977, le Championnat d'Afrique féminin de basket-ball 1979 et le Championnat d'Afrique féminin de basket-ball 1981, les Jeux africains de 1973, les Jeux africains de 1978 ainsi que la médaille d'argent du Championnat d'Afrique féminin de basket-ball 1983, et remporte le Championnat d'Afrique féminin de basket-ball 1984, où elle est nommée MVP du tournoi. Elle participe au Championnat du monde féminin de basket-ball 1979, terminant à la 12e place.
Elle évolue en club au Sénégal à l'US Ouakam et à l'AS Bopp Basket Club, et en France à l'Étoile de Voiron, au Hyères Toulon Var Basket et au Carqueiranne Var Basket.

## Famille
Elle est l'épouse du joueur international Cheikh Sylla, avec lequel elle a deux filles.